# ALL TIME BEST 〜福耳 20th Anniversary〜
『ALL TIME BEST 〜福耳 20th Anniversary〜』（オール・タイム・ベスト～ふくみみ・トゥエンティース・アニバーサリー～）は福耳がユニバーサルミュージックより2018年8月22日に発売したベスト・アルバム。

## 解説
これまでに発売した全シングル曲に加え、音楽配信リリース曲や新曲が収録されている。
「Augusta Camp 2018–前夜祭–」通常エリアチケット1枚封入。
音楽配信サイトのiTunes Storeで、本作をアルバム単位で購入した際、バンドル特典として「I wanna be loved by you」が添付される。
オリジナル・アルバム『シンガーとソングライター 〜COIL 20th Anniversary〜』と同時発売。

## 収録曲
1. 星のかけらを探しに行こう Again
  - 作詞:杏子、作曲:杏子・馬場一嘉、編曲: 福耳Project
  - 初出：1stシングル（1999年7月14日）
  - 参加メンバー：杏子、山崎まさよし、スガシカオ
  - NHK-BS10周年 イメージソング
2. 10 Years After
  - 作詞:杏子・谷穂ちろる、作曲:山崎まさよし、編曲:スガシカオ・森俊之
  - 初出：2ndシングル（2002年7月17日）
  - 参加メンバー：杏子、山崎まさよし、スガシカオ、COIL、元ちとせ、野狐禅、スキマスイッチ、サンプリングサン
3. SUMMER of LOVE
  - 作詞:谷穂ちろる、作曲:佐藤洋介、編曲:間宮工
  - 初出：3rdシングル（2003年7月23日）
  - 参加メンバー：杏子、山崎まさよし、スガシカオ、COIL、元ちとせ
4. ALL OVER AGAIN
  - 作詞:谷穂ちろる、作曲:M&G、編曲:間宮工
  - 初出：3rdシングル「SUMMER of LOVE」
  - 参加メンバー：杏子、山崎まさよし、スガシカオ、COIL、元ちとせ
5. 惑星タイマー
  - 作詞・作曲・編曲:スキマスイッチ
  - 初出：4thシングル（2006年7月12日）
  - 参加メンバー：杏子、山崎まさよし、スガシカオ、COIL、あらきゆうこ(mi-gu)、元ちとせ、スキマスイッチ
  - TBS系ドラマ日曜劇場『誰よりもママを愛す』主題歌
  - Augusta Camp 2006オフィシャルテーマソング
  - 後にスキマスイッチが自身のアルバムでセルフカバーした。
6. DANCE BABY DANCE
  - 作詞・作曲:岡本定義(COIL)、編曲:COIL
  - 初出：5thシングル「DANCE BABY DANCE/夏はこれからだ!」（2008年7月16日）
  - 参加メンバー：杏子、山崎まさよし、スガシカオ、COIL、あらきゆうこ(mi-gu)、元ちとせ、スキマスイッチ、長澤知之、秦基博、MICRON' STUFF
  - 「Augusta Camp 2008」テーマソング
7. 夏はこれからだ!
  - 作詞・作曲:岡本定義(COIL)、Rap詞:MICRON' STUFF、編曲:COIL
  - 初出：5thシングル「DANCE BABY DANCE/夏はこれからだ!」
  - 参加メンバー：杏子、山崎まさよし、スガシカオ、COIL、あらきゆうこ(mi-gu)、元ちとせ、スキマスイッチ、長澤知之、秦基博、MICRON' STUFF
  - ABCテレビ・テレビ朝日系『2008 夏の高校野球』統一テーマソング
  - ABCテレビ・テレビ朝日系『熱闘甲子園』オープニングテーマ
  - 後にCOILが自身のアルバムでセルフカバーした。
8. LOVE & LIVE LETTER
  - 作詞・作曲・編曲:さかいゆう
  - 初出：6thシングル（2012年6月13日）
  - 参加メンバー：杏子、山崎まさよし、COIL、あらきゆうこ(mi-gu)、元ちとせ、スキマスイッチ、長澤知之、秦基博、さかいゆう
  - 後にさかいゆうが自身のアルバムでセルフカバーした。
9. ブライト
  - 作詞・作曲:長澤知之、編曲:山崎まさよし
  - 初出：7thシングル「ブライト/Swing Swing Sing」（2017年8月23日）
  - 参加メンバー：杏子、山崎まさよし、岡本定義(COIL)、あらきゆうこ(mi-gu)、元ちとせ、スキマスイッチ、長澤知之、秦基博、さかいゆう、浜端ヨウヘイ、竹原ピストル、松室政哉
10. Swing Swing Sing
  - 作詞・作曲:秦基博、編曲:山崎まさよし
  - 初出：7thシングル「ブライト/Swing Swing Sing」
  - 参加メンバー：杏子、山崎まさよし、岡本定義(COIL)、あらきゆうこ(mi-gu)、元ちとせ、スキマスイッチ、長澤知之、秦基博、さかいゆう、浜端ヨウヘイ、竹原ピストル、松室政哉
11. イッツ・オールライト・ママ
  - 作詞:岡本定義(COIL)、作曲:松室政哉、編曲:岡本定義(COIL)・松室政哉
  - 初出：配信（2018年4月12日）
  - 参加メンバー：杏子、山崎まさよし、岡本定義(COIL)、あらきゆうこ(mi-gu)、元ちとせ、スキマスイッチ、長澤知之、秦基博、さかいゆう、浜端ヨウヘイ、竹原ピストル、松室政哉、村上紗由里
  - 日清フーズ「マ・マー 早ゆでスパゲティ 平日のママ 篇」CMソング[2]
  - 日清フーズ「マ・マー 超もち生パスタ 休日のパパ 篇」CMソング
12. 八月の夢
  - 作詞・作曲:岡本定義(COIL)、編曲:スキマスイッチ
  - 参加メンバー：杏子、山崎まさよし、元ちとせ、スキマスイッチ、秦基博
  - 東急プラザ蒲田50周年特別ショートフィルム『観覧車の下で会いましょう〜人生は観覧車のよう〜』主題歌[3]
  - 新曲。

## 参加ミュージシャン
星のかけらを探しに行こうAgain
- 杏子：Vocal
- 山崎まさよし：Vocal, Guitar, Blues Harp
- スガシカオ：Vocal
- 間宮工：Guitar
- 中村"キタロー"幸司：Bass
- 森俊之：Keyboards
- 中村文俊：Manipulation

10 Years After
- 杏子：Vocal
- 山崎まさよし：Acoustic Guitar, Chorus
- スガシカオ：Electric Guitar, Chorus
- 元ちとせ：Bridge Voice
- COIL, 竹原ピストル, 濱坐宏哉, スキマスイッチ, サンプリングサン, あらきゆうこ：Chorus
- 森俊之：Keyboards
- 間宮工：Guitar
- 沼澤尚：Drums
- 松原秀樹：Bass

SUMMER of LOVE
- 杏子 with 山崎まさよし：Vocal
- スガシカオ, 元ちとせ, COIL：Chorus
- 佐藤洋介, 間宮工：Guitar
- 根岸孝旨：Bass, Sitar
- 湊雅史：Drums

ALL OVER AGAIN
- 杏子：Vocal
- 元ちとせ：Associate Vocal
- 山崎まさよし, スガシカオ, COIL, 矢野仁志･田鹿祐一 from サンプリングサン：Chorus
- 間宮工：Guitar
- 森俊之：Keyboards
- 根岸孝旨：Bass
- あらきゆうこ：Drums
- グレート柴田グループ：Strings

惑星タイマー
- 杏子, 山崎まさよし, スガシカオ, 元ちとせ, 大橋卓弥：Vocal, Chorus
- 常田真太郎：Piano, Other Instruments, Treatments
- 岡本定義：Electric Guitar
- あらきゆうこ：Drums
- 沖山優司：Bass
- 小倉博和：Acoustic Guitar, Electric Guitar
- 三沢またろう：Percussion
- 弦一徹ストリングス：Strings

DANCE BABY DANCE
- 杏子：Vocal
- 山崎まさよし：Vocal, Electric Guitar, Percussion, Vibraphone, Harmonica, Chorus
- スガシカオ：Vocal, Electric Guitar, Chorus
- 元ちとせ：Vocal, Chorus
- 大橋卓弥, 秦基博, MICRON' STUFF：Chorus
- 岡本定義, 長澤知之：Electric Guitar, Chorus
- 常田真太郎：Organ
- 佐藤洋介：Bass
- あらきゆうこ：Drums, Percussions, Chorus
- 福耳：HandClaps

夏はこれからだ!
- 大橋卓弥, 元ちとせ：Vocal, Chorus
- 秦基博：Vocal, Acoustic Guitar, Chorus
- 杏子, 山崎まさよし, スガシカオ：Chorus
- MICRON' STUFF：Flow
- 岡本定義, 長澤知之：Electric Guitar
- 常田真太郎：Piano
- 佐藤洋介：Bass
- あらきゆうこ：Drums

LOVE & LIVE LETTER
- 杏子, 元ちとせ：Vocal, Chorus
- 山崎まさよし：Vocal, Chorus, Electric Guitar, Harmonica
- 岡本定義：Vocal, Chorus, Bass
- あらきゆうこ：Chorus, Drums
- 大橋卓弥, 秦基博：Vocal, Chorus, Acoustic Guitar
- 常田真太郎：Organ
- 長澤知之：Vocal, Chorus, Electric Guitar
- さかいゆう：Vocal, Chorus, Piano

ブライト
- 福耳：Vocal, Chorus 
  - ソロパート：長澤知之→竹原ピストル→大橋卓弥→秦基博→元ちとせ→さかいゆう→杏子→長澤知之→元ちとせ→浜端ヨウヘイ→杏子→長澤知之
- 長澤知之：Acoustic Guitar, Electric Guitar
- 山崎まさよし：Electric Guitar
- あらきゆうこ：Drums
- 岡本定義：Bass
- 常田真太郎：Piano
- さかいゆう：Organ

Swing Swing Sing
- 福耳：Vocal, Chorus, Clap 
  - ソロパート：秦基博→竹原ピストル→山崎まさよし→秦基博→大橋卓弥→長澤知之→松室政哉→大橋卓弥→山崎まさよし→さかいゆう→秦基博→全員→大橋卓弥→秦基博
- 秦基博：Acoustic Guitar, Tambourine
- 山崎まさよし：Electric Guitar
- あらきゆうこ：Drums
- 岡本定義：Bass
- 常田真太郎：Wurlitzer
- さかいゆう：Organ

イッツ・オールライト・ママ
- Produced by 岡本定義、松室政哉
- 大橋卓弥、秦基博、さかいゆう、竹原ピストル、浜端ヨウヘイ：Vocal, Chorus
- 山崎まさよし：Vocal, Chorus, Electric Guitar, Tambourine, Harmonica
- 長澤知之：Vocal, Chorus, Electric Guitar
- 松室政哉：Vocal, Chorus, Acoustic Guitar
- 杏子、元ちとせ、村上紗由里：Chorus
- 岡本定義：Bass, Chorus
- あらきゆうこ：Drums, Chorus
- 常田真太郎：Synthesizer

八月の夢
- 杏子、元ちとせ、大橋卓弥：Vocal, Chorus
- 山崎まさよし：Vocal, Chorus, Electric Guitar Solo
- 秦基博：Vocal, Chorus, Acoustic Guitar
- 常田真太郎：CP-200, Other Instrumental
- あらきゆうこ：Drums
- 種子田健：Bass
- 山本タカシ：Electric Guitar
- 弦一徹ストリングス：Strings